# Platypygus natalensis
Platypygus natalensis är en tvåvingeart som beskrevs av Hesse 1967. Platypygus natalensis ingår i släktet Platypygus och familjen svävflugor. Inga underarter finns listade i Catalogue of Life.